# Johnny Cash with His Hot and Blue Guitar
| Recensione          | Giudizio |
| ------------------- | -------- |
| AllMusic            | [ 1 ]    |
| Storia della musica | [ 2 ]    |

With His Hot and Blue Guitar è il primo album in studio del cantante statunitense Johnny Cash, pubblicato l'11 ottobre 1957.

## Contenuti
L'album contiene quattro delle hit dell'artista: I Walk the Line, Cry! Cry! Cry!, So Doggone Lonesome e Folsom Prison Blues.

## Storia
È stato ripubblicato il 23 luglio 2002 in un'edizione espansa, dall'etichetta Varese Vintage, con cinque bonus tracks: Hey Porter, lato B di Cry! Cry! Cry!, Get Rhythm, lato B di I Walk the Line, e versioni alternative di brani già presenti nell'album: I Was There When It Happened, Folsom Prison Blues e I Walk the Line.

## Tracce
Lato A
1. The Rock Island Line – 2:08 (John R. Cash) – Registrato (possibile) estate 1957 al Sun Studio, Memphis, Tennessee
2. I Heard That Lonesome Whistle – 2:21 (Hank Williams, Jimmie Davis) – Registrato il 4 agosto 1957 al Sun Studio di Memphis, Tennessee
3. Country Boy – 1:48 (John R. Cash) – Registrato il 4 agosto 1957 al Sun Studio di Memphis, Tennessee
4. If the Good Lord's Willing – 1:37 (Jerry Reed) – Registrato il 4 agosto 1957 al Sun Studio di Memphis, Tennessee
5. Cry! Cry! Cry! – 2:25 (John R. Cash) – Registrato nel maggio 1955 al Sun Studio di Memphis, Tennessee
6. Remember Me – 1:56 (Stuart Hamblen) – Registrato il 4 agosto 1957 al Sun Studio di Memphis, Tennessee

Lato B
1. So Doggone Lonesome – 2:33 (John R. Cash) – Registrato il 30 luglio 1955 al Sun Studio di Memphis, Tennessee
2. I Was There When It Happened – 2:13 (Fern Jones, Jimmie Davis) – Registrato il 4 agosto 1957 al Sun Studio di Memphis, Tennessee
3. I Walk the Line – 2:42 (John R. Cash) – Registrato il 2 aprile 1956 al Sun Studio di Memphis, Tennessee
4. The Wreck of the Old '97 – 1:42 (John R. Cash) – Registrato (possibile) estate 1957 al Sun Studio, Memphis, Tennessee
5. Folsom Prison Blues – 2:47 (John R. Cash) – Registrato il 30 luglio 1955 al Sun Studio di Memphis, Tennessee
6. Doin' My Time – 2:33 (Jimmie Skinner) – Registrato il 4 agosto 1957 al Sun Studio di Memphis, Tennessee

Edizione CD del 2002, pubblicato dalla Varèse Sarabande (302 066 369 2)
1. The Rock Island Line – 2:11 (John R. Cash)
2. I Heard That Lonesome Whistle – 2:25 (Hank Williams, Jimmie Davis)
3. Country Boy – 1:49 (John R. Cash)
4. If the Good Lord's Willing – 1:44 (Jerry Reed)
5. Cry! Cry! Cry! – 2:29 (John R. Cash)
6. Remember Me (I'm the One Who Loves You) – 2:01 (Stuart Hamblen)
7. So Doggone Lonesome – 2:39 (John R. Cash)
8. I Was There When It Happened – 2:17 (Fern Jones, Jimmie Davis)
9. I Walk the Line – 2:46 (John R. Cash)
10. Wreck of the Old '97 – 1:48 (John R. Cash)
11. Folsom Prison Blues – 2:51 (John R. Cash)
12. Doin' My Time – 2:40 (Jimmie Skinner)
13. Hey Porter! – 2:14 (John R. Cash) – Bonus Track - Registrato il 22 marzo 1955 al Sun Studio di Memphis, Tennessee
14. Get Rhythm – 2:15 (John R. Cash) – Bonus Track - Registrato il 2 aprile 1956 al Sun Studio di Memphis, Tennessee
15. I Was There When It Happened – 2:18 (Fern Jones, Jimmie Davis) – Bonus Track - Alternate Version - Registrato il 4 agosto 1957 al Sun Studio di Memphis, Tennessee
16. Folsom Prison Blues – 2:34 (John R. Cash) – Bonus Track - Registrato il 22 marzo 1955 al Sun Studio di Memphis, Tennessee
17. I Walk the Line – 2:40 (John R. Cash) – Bonus Track - Registrato (periodo non certo) fine 1954 ed inizio 1955

## Musicisti
The Rock Island Line / The Wreck of the Old '97
- Johnny Cash - voce, chitarra
- Luther Perkins - chitarra
- Marshall Grant - contrabbasso
- Sam Phillips - produttore

I Heard That Lonesome Whistle / Country Boy / If the Good Lord's Willing / Remember Me / I Was There When It Happened / Doin' My Time
- Johnny Cash - voce, chitarra
- Luther Perkins - chitarra
- Marshall Grant - contrabbasso
- Sam Phillips - produttore

Cry! Cry! Cry!
- Johnny Cash - voce, chitarra
- Luther Perkins - chitarra
- Marshall Grant - contrabbasso
- Sam Phillips - produttore

So Doggone Lonesome / Folsom Prison Blues
- Johnny Cash - voce, chitarra
- Luther Perkins - chitarra
- Marshall Grant - contrabbasso
- Gene Lowery Singers - accompagnamento vocale, cori (registrato in sovraincisione il 22 novembre 1957)
- Sam Phillips - produttore

I Walk the Line / Get Rhythm
- Johnny Cash - voce, chitarra
- Luther Perkins - chitarra
- Marshall Grant - contrabbasso
- Gene Lowery Singers - accompagnamento vocale, cori (registrato in sovraincisione il 22 novembre 1957)
- Sam Phillips - produttore

Hey Porter! / Folsom Prison Blues
- Johnny Cash - voce, chitarra
- Johnny Cash - voce, chitarra
- Luther Perkins - chitarra
- Marshall Grant - contrabbasso
- Sam Phillips - produttore

I Walk the Line
- Johnny Cash - voce, chitarra
- Altri musicisti sconosciuti[9]

### Collaboratori
- Sam Phillips - Produttore
- Cary E. Mansfield - Produttore per la riedizione
- Bill Dahl - Note, Produttore per la Riedizione
- Dan Hersch - Rimasterizzazione Digitale
- Bill Pitzonka - Direzione Artistica